# Batalla de Milazzo (1718)
La batalla de Milazzo (15 de octubre de 1718) fue una victoria del ejército español al mando del Marqués de Lede sobre el austríaco Wirich Philipp von Daun, en las cercanías de la ciudad de Milazzo en Sicilia, como parte de la guerra de la Cuádruple Alianza. 

## La batalla
Los austriacos atacaron muy temprano, tomando por sorpresa a los soldados españoles. Los dos regimientos españoles de Dragones (Batavia y Lusitania) pararon el ataque, para dar tiempo al resto del ejército a prepararse para la batalla. Ambos regimientos fueron diezmados, pero su sacrificio le dio la oportunidad al marqués de Lede de contraatacar. Los austriacos fueron obligados a retroceder mientras los españoles les perseguían, causándoles de esta manera muchas bajas.
Los austríacos perdieron unos 1,500 hombres y 300 cayeron prisioneros. Por su parte, los españoles perdieron otros 1,500 hombres y 200 fueron capturados. Tras esto, Mesina fue tomada por los españoles, pero aun así no consiguieron expulsar completamente a los austríacos de la isla, creando estos una cabeza de puente alrededor de Milazzo. Esta cabeza de puente y la superioridad naval en la zona tras la batalla del cabo Passaro, les dio a los austríacos la oportunidad de mandar más tropas al año siguiente, derivando esto en la batalla de Francavilla que resultó también en una victoria española.